# Центральный (стадион, Батуми)
Центральный стадион — в прошлом многофункциональный стадион в Батуми, Грузия. Он использовался в основном для футбольных матчей и являлся домашним стадионом ФК «Динамо» Батуми. Стадион был построен в 1935 году (по другим данным в 1925, реконструировался в 1936) как часть Батумского приморского бульвара. После реконструкции вместимость стадиона составляла 18 600 сидячих мест, впоследствии она сократилась до 4000 человек. В мягком батумском климате стадион использовался командами СССР для тренировок на открытом воздухе.
В 2007 году стадион полностью снесён для строительства сети отелей Kempinski вдоль берега моря; вместо него в городе планировалось построить олимпийский спортивный комплекс включающий 35000 стадион, закрытую спортивную арену, бассейн, трассу для автогонок и гостиницы. Финансирование проекта в размере 1.2 миллиона долларов было выделено лишь в 2012 году, однако в том же году правительство Саакашвили, поддерживавшее проект, проиграло выборы и работы остановились. В 2015 году проект был поддержан региональным правительством Аджарии, однако планы быстро сузились до строительства футбольного стадиона стандарта УЕФА вместительностью 20000 зрителей. Критики проекта отмечают, что, хотя такой стадион и вписывается в стандарты УЕФА, на практике требование проводить хотя бы одну финальную игру в год требует стадиона размером 35000 зрителей, затраты на строительство и содержание которого, с учётом узкой футбольной направленности проекта, никогда не окупятся.